# Wissam El Bekri
Wissam El Bekri (* 16. Juni 1984 in Thiais, Frankreich) ist ein in Frankreich geborener tunesischer ehemaliger Fußballspieler. Er spielte in der Verteidigung und wurde als linker Abwehrspieler eingesetzt.
Sein erster Vertrag als Profi erhielt er bei seinem Jugendverein LB Châteauroux. 2005 wechselte er für vier Jahre zu Espérance Tunis, mit dem er zweimal die Meisterschaft und dreimal den Pokalwettbewerb gewinnen konnte. Beim FCO Dijon, wo er anschließend spielte, konnte er nur noch 5 Partien absolvierte. Nach der letzten Station CS Hammam-Lif beendete er mit 27 Jahren seine Karriere.
El Bekri bestritt 14 Spiele für die tunesische Fußballnationalmannschaft.
Er ist Doppelstaatsbürger von Tunesien als auch von Frankreich.